# 田雪原
田雪原（1938年8月—），男，辽宁本溪人，中华人民共和国人口学家，中国社会科学院学部委员、研究员。被称为“计划生育之父”。